# Nicole Melichar
Nicole Melichar, född 29 juli 1993, är en amerikansk tennisspelare. Hon har som högst varit på 12:e plats på WTA:s dubbelrankning. Hon har tagit en Grand Slam-titel i mixed dubbel vid Wimbledonmästerskapen 2018.

## Karriär
I juli 2018 tog Melichar sin första Grand Slam-titel vid Wimbledonmästerskapen 2018 (tillsammans med Alexander Peya) då de besegrade Viktoryja Azaranka och Jamie Murray i mixed dubbel-finalen. Vid samma mästerskap blev det en andraplats i dubbeln för Melichar (tillsammans med Květa Peschke) efter en finalförlust mot Barbora Krejčíková och Kateřina Siniaková.

## Titlar och finaler

### Grand Slam

#### Dubbel: 2 (2 andraplatser)
| Resultat | År   | Turnering | Underlag   | Medspelare    | Motståndare                           | Resultat      |
| -------- | ---- | --------- | ---------- | ------------- | ------------------------------------- | ------------- |
| Tvåa     | 2018 | Wimbledon | Gräs       | Květa Peschke | Barbora Krejčíková Kateřina Siniaková | 4–6, 6–4, 0–6 |
| Tvåa     | 2020 | US Open   | Hard court | Xu Yifan      | Laura Siegemund Vera Zvonareva        | 4–6, 4–6      |

#### Mixed dubbel: 1 (1 titel)
| Resultat | År   | Turnering | Underlag | Medspelare     | Motståndare                    | Resultat      |
| -------- | ---- | --------- | -------- | -------------- | ------------------------------ | ------------- |
| Vinnare  | 2018 | Wimbledon | Gräs     | Alexander Peya | Victoria Azarenka Jamie Murray | 7–6(7–1), 6–3 |

### WTA-finaler i kronologisk ordning

#### Dubbel: 18 (8 titlar, 10 andraplatser)
| Teckenförklaring                    |
| ----------------------------------- |
| Grand Slam turneringar (0–2)        |
| WTA Tour Championships (0–0)        |
| Premier Mandatory & Premier 5 (0–1) |
| Premier (4–2)                       |
| International (4–5)                 |

| Finaler efter underlag |
| ---------------------- |
| Hard court (5–4)       |
| Grus (3–4)             |
| Gräs (0–1)             |

| Resultat | V–F  | Datum          | Turnering                               | Kategori      | Underlag       | Medspelare      | Motståndare                           | Resultat              |
| -------- | ---- | -------------- | --------------------------------------- | ------------- | -------------- | --------------- | ------------------------------------- | --------------------- |
| Tvåa     | 0–1  | Oktober 2015   | Tianjin Open, Kina                      | International | Hard court     | Darija Jurak    | Xu Yifan Zheng Saisai                 | 2–6, 6–3, [8–10]      |
| Tvåa     | 0–2  | Mars 2017      | Malaysian Open, Malaysia                | International | Hard court     | Makoto Ninomiya | Ashleigh Barty Casey Dellacqua        | 6–7(5–7), 3–6         |
| Tvåa     | 0–3  | April 2017     | İstanbul Cup, Turkiet                   | International | Grus           | Elise Mertens   | Dalila Jakupovic Nadiia Kichenok      | 6–7(6–8), 2–6         |
| Vinnare  | 1–3  | Maj 2017       | Nuremberg Cup, Tyskland                 | International | Grus           | Anna Smith      | Kirsten Flipkens Johanna Larsson      | 3–6, 6–3, [11–9]      |
| Tvåa     | 1–4  | Oktober 2017   | Kremlin Cup, Ryssland                   | Premier       | Hard court (i) | Anna Smith      | Timea Babos Andrea Hlaváčková         | 2–6, 6–3, [3–10]      |
| Tvåa     | 1–5  | April 2018     | Stuttgart Open, Tyskland                | Premier       | Grus (i)       | Květa Peschke   | Raquel Atawo Anna-Lena Grönefeld      | 4–6, 7–6(7–5), [5–10] |
| Vinnare  | 2–5  | Maj 2018       | Prague Open, Tjeckien                   | International | Grus           | Květa Peschke   | Mihaela Buzărnescu Lidziya Marozava   | 6–4, 6–2              |
| Tvåa     | 2–6  | Juli 2018      | Wimbledon, Storbritannien               | Grand Slam    | Gräs           | Květa Peschke   | Barbora Krejčíková Kateřina Siniaková | 4–6, 6–4, 0–6         |
| Vinnare  | 3–6  | Oktober 2018   | Tianjin Open, Kina                      | International | Hard court     | Květa Peschke   | Monique Adamczak Jessica Moore        | 6–4, 6–2              |
| Vinnare  | 4–6  | Januari 2019   | Brisbane International, Australien      | Premier       | Hard court     | Květa Peschke   | Chan Hao-ching Latisha Chan           | 6–1, 6–1              |
| Tvåa     | 4–7  | Maj 2019       | Prague Open, Tjeckien                   | International | Grus           | Květa Peschke   | Anna Kalinskaya Viktória Kužmová      | 6–4, 5–7, [7–10]      |
| Tvåa     | 4–8  | Maj 2019       | Nuremberg Cup, Tyskland                 | International | Grus           | Sharon Fichman  | Gabriela Dabrowski Xu Yifan           | 6–4, 6–7(5–7), [5–10] |
| Vinnare  | 5–8  | Augusti 2019   | Silicon Valley Classic, USA             | Premier       | Hard court     | Květa Peschke   | Shuko Aoyama Ena Shibahara            | 6–4, 6–4              |
| Vinnare  | 6–8  | September 2019 | Zhengzhou Open, Kina                    | Premier       | Hard court     | Květa Peschke   | Yanina Wickmayer Tamara Zidanšek      | 6–1, 7–6(7–2)         |
| Vinnare  | 7–8  | Januari 2020   | Adelaide International, Australien      | Premier       | Hard court     | Xu Yifan        | Gabriela Dabrowski Darija Jurak       | 2–6, 7–5, [10–5]      |
| Tvåa     | 7–9  | Augusti 2020   | Cincinnati Masters, USA                 | Premier 5     | Hard court     | Xu Yifan        | Květa Peschke Demi Schuurs            | 1–6, 6–4, [4–10]      |
| Tvåa     | 7–10 | September 2020 | US Open, USA                            | Grand Slam    | Hard court     | Xu Yifan        | Laura Siegemund Vera Zvonareva        | 4–6, 4–6              |
| Vinnare  | 8–10 | September 2020 | Internationaux de Strasbourg, Frankrike | International | Grus           | Demi Schuurs    | Hayley Carter Luisa Stefani           | 6–4, 6–3              |